# Irv Cross
Irvie Acie Cross (27 luglio 1939 – 28 febbraio 2021) è stato un giocatore di football americano statunitense.
È stato un cornerback nella National Football League (NFL) ed ha partecipato due volte al Pro Bowl con i Philadelphia Eagles. Al termine della sua carriera come atleta ha lavorato con la CBS come co-conduttore di The NFL Today, programma poi diventato lo show pre-partita di tutte le reti televisive, divenendo così la prima persona afroamericana a condurre un programma della TV pubblica.

## Carriera universitaria
Nel 1961 Cross si laurea in Bachelor of Science presso la School of Education and Social Policy, ossia nella stessa classe di laurea del futuro collega radiotelevisivo Brent Musburger. Cross fa parte del primo gruppo dei giocatori selezionati da Ara Parseghian per giocare con i Wildcats, diventendo un Letterman di football per tre anni dal 1958 al 1960, Cross ha gioca come ricevitore largo, come difensore e come difensore con i Wildcats. Nel 1960 è capitano della squadra e ottiene anche una menzione d'onore nella Big Ten. Partecipa anche a gare di atletica leggera ed è premiato per essere il miglior atleta maschio dell'anno nell'università nella categoria dei senior.

## Carriera professionistica
Cross è scelto dai Philadelphia Eagles nel settimo round (98º assoluto) del Draft NFL 1961 ed è uno dei primi titolari afroamericani del franchise. Dopo aver iniziato la sua prima stagione nella categoria da terzino, diviene il cornerback destro degli Eagles otto partite dopo che Tom Brookshier si era dovuto ritirare per un grave infortunio alla gamba. Cross ha numerose commozioni cerebrali quell'anno, fatto che fa divertire i suoi compagni di squadra che lo chiamano "Paper Head". La più grave delle commozioni avviene a Pittsburgh, dove cade privo di sensi dopo aver bloccato un punt di ritorno di Timmy Brown. Dopo quell'evento Cross trascorre tre notti in ospedale. Il medico della squadra gli dice che un tanto grave colpo alla testa gli sarebbe stato fatale. Per proteggersi da quest'eventualità, Cross si fa realizzare un casco con dell'imbottitura extra. "Ho solo cercato di tenere la testa lontana mentre facevo i contrasti, ma era proprio così. La maggior parte delle volte ti facevano odrare dei sali e tu ritornavi in te. Non lo sapevamo", ricorda poi nel 2018.
Disputa due stagioni consecutive di Pro Bowl, nel 1964 e nel 1965, prima di essere ceduto ai Los Angeles Rams in cambio di Aaron Martin e Willie Brown nel 1966. Nel 1969 ritornò agli Eagles, dove, l'anno successivo Cross si ritira dal gioco prima dell'inizio della stagione 1970, diventando allenatore degli Eagles. Conclude la sua carriera da giocatore con 22 intercettazioni, 14 recuperi fumble, otto fumble forzati e due touchdown difensivi. Viene inserito nella Indiana Football Hall of Fame .
Durante la sua carriera da giocatore, Cross realizza anche reportage sportivi su WIBG (ora WNTP) prima di giocare nel fine settimana su KYW-TV . È la prima persona afroamericana ad effettuare reportage sportivi per la TV di Filadelfia.

## Dopo lo sport
Cross diviene analista e commentatore per la CBS Sports nel 1971, diventando primo afroamericano analista sportivo della televisione nazionale. Nel 1975, ha collaborato con Musburger e Phyllis George per la produzione di The NFL Today. In seguito quel programma diventa il pre-partita utilizzato da tutte le reti. In precedenza, i programmi pre-partita erano meno seguiti rispetto a quelli post-partita, che ripresentavano tutti i momenti salienti della domenica. Cross ha co-condotto The NFL Today dalla sua nascita, nel '75, fino al 1989. Nel 1990, la rete rinnova lo spettacolo nonostante Musburger fosse stato licenziato per una controversia contrattuale. Questo evento mise fine alla presenza di Cross nel programma. In seguito Cross torna a fare l'analista di partite. Oltre al suo lavoro nelle trasmissioni NFL della CBS, Cross commenterà anche basket, atletica leggera e ginnastica NBA in vari periodi per la medesima rete, lavora come analista fino alla conclusione della stagione 1991. Dopo le partecipazioni a questi programmi Cross non è più tornato a lavorare nella TV. "Non avevo un agente e non ho cercato un posto in TV in modo così aggressivo come avrei dovuto" ha detto in seguito.
Cross in seguito diventa direttore atletico presso l'Idaho State University dal 1996 al 1998. Successivamente diviene direttore dell'atletica al Macalester College di Saint Paul, Minnesota, per sei anni fino a giugno 2005. Ricopre anche il ruolo di amministratore delegato di Big Brothers Big Sisters of Central Minnesota fino a maggio 2010. Infine torna a commentare il football per la stazione Fox di Twin Cities KMSP-TV .
Cross muore il 28 febbraio 2021, all'età di 81 anni, in un ospizio a North Oaks, Minnesota, vicino alla sua casa a Roseville a causa di un'ischemia.

## Riconoscimenti
Cross nel 2009 è diventato il primo afroamericano a ricevere il Pete Rozelle Radio-Television Award: premio che viene assegnato annualmente dalla Pro Football Hall of Fame che riconosce "contributi eccezionali di lunga data alla radio e alla televisione nel football professionistico".